# Пеггі Вуд
Мері Маргарет Вуд (англ. Mary Margaret Wood; 9 лютого 1892 — 18 березня 1978), відома як Пеггі Вуд — американська акторка, номінантка на «Оскар» у 1965 році.

## Біографія
Народилася 9 лютого 1892 р. в Брукліні, Нью-Йорк. 
Кар'єру почала як співачка в хорі у 1910 році. Потім стала з'являтися на Бродвеї в якості співачки. В кінці 1920-х вже мала головні ролі в багатьох бродвейських комедіях, серед яких п'єса «Венеційський купець» (1928), де зіграла Порцію. Крім Нью-Йорка, також багато виступала в Лондоні у 1930-х. За свою роботу в театрі неодноразово ставала лауреаткою багатьох премій. З 1959 по 1966 рік була президентом Американського національного театру та академії (ANTA).
Через те, що Пеггі Вуд багато часу присвячувала театру, її фільмографія досить мала. Одними з перших фільмів з її участю стали «Жіноче диво» (1929) і «Народження зірки» (1937), де вона зіграла невелику роль секретарки на кіностудії. Останньою її кінороллю стала настоятелька монастиря в музичному фільмі «Звуки музики» (1965), за що вона була номінована на «Оскар» як краща акторка другого плану. У неї також були кілька ролей і в телесеріалах, серед яких «Доктор Кілдер» і «Одне життя, щоб жити».
Пеггі Вуд є авторкою двох автобіографій («How Young You Look» (1941) і «Arts and Flowers» (1965)).
Акторка двічі одружувалась і двічі вдова. Поет і письменник Джон Вівер помер у 1938 році після 14 років шлюбу. З Вільямом Воллінгом вона була разом з 1946 по 1973 рік. Від нього народила сина Джона Вівера.
Мері Маргарет Вуд померла від інсульту 18 березня 1978 року на 86 році життя.